# Douglas Wiens
Douglas Paul Wiens est un statisticien canadien ; il est professeur au Département des sciences mathématiques et statistiques de l'Université de l'Alberta.

## Biographie
Wiens obtient un B.Sc. en mathématiques (1972), deux maîtrises en logique mathématique (1974) et statistique (1979) et un doctorat en statistique (1982), tous de l'Université de Calgary. Dans le cadre de ses travaux sur la logique mathématique, en lien avec le Dixième problème de Hilbert, Wiens aide à trouver une formule diophantienne pour les nombres premiers : c'est-à-dire un polynôme multivarié avec la propriété que les valeurs positives de ce polynôme, sur des arguments entiers, sont exactement des nombres premiers. Wiens et ses co-auteurs remportent le prix Lester R. Ford de la Mathematical Association of America en 1977 pour leur article décrivant ce résultat. Sa thèse de doctorat s'intitule Robust Estimation for Multivariate Location and Scale in the Presence of Asymmetry, supervisée par John R. Collins. Après avoir reçu son doctorat en 1982, Wiens accepte un poste de professeur à l'Université Dalhousie et déménage en 1987 en Alberta.
Wiens est rédacteur en chef du Journal canadien de la statistique de 2004 à 2006  et président du programme de l'assemblée annuelle de 2003 de la Société statistique du Canada. En plus du prix Ford, Wiens reçoit le prix du Journal canadien de la statistique en 1990 pour son article "Minimax-variance L - and R -estimators of location". En 2005, il est élu membre de l'American Statistical Association.